# وادي العرين (بلقرن)
وادي العرين هو واد في سراة بلاد بلقرن ينحدر من السراة باتجاه الشرق حتى يصب في وادي حوران في بادية آل الحارث.